# Elegie für junge Liebende
Elegie für junge Liebende ist eine Oper in drei Akten des deutschen Komponisten Hans Werner Henze. Das englischsprachige Libretto stammt von Wystan Hugh Auden und Chester Kallman. Die Uraufführung fand am 20. Mai 1961 im Rahmen der Schwetzinger Festspiele im frühklassizistischen Theater des Schwetzinger Schlosses in einer deutschen Übersetzung Ludwig Prinz von Hessen statt, Dirigent war Heinrich Bender. Die erste Aufführung in englischer Sprache fand, ebenfalls 1961, in Glyndebourne statt. Unter der musikalischen Leitung des Komponisten fand 1965 eine Aufführung am Juilliard Opera Theater in New York City statt. Henze überarbeitete sein Werk im Jahr 1987, diese Fassung wurde am 28. Oktober 1988 unter der musikalischen Leitung von Markus Stenz im Teatro La Fenice in Venedig uraufgeführt.

## Besetzung der Uraufführung 1961
| Partie                                                       | Stimmfach       | Besetzung                |
| ------------------------------------------------------------ | --------------- | ------------------------ |
| Gregor Mittenhofer, ein Dichter                              | Bariton         | Dietrich Fischer-Dieskau |
| Elizabeth Zimmer                                             | Sopran          | Ingeborg Bremert         |
| Hilde Mack, eine Witwe                                       | Koloratursopran | Eva Maria Rogner         |
| Carolina Gräfin von Kirchstätten, Sekretärin von Mittenhofer | Alt             | Lilian Benningsen        |
| Toni Reischmann                                              | Tenor           | Friedrich Lenz           |
| Dr. Wilhelm Reischmann, ein Arzt                             | Bass            | Karl-Christian Kohn      |
| Josef Mauer, ein Bergführer                                  | Sprechrolle     | Hubert Hilten            |

## Handlung
1. Akt
In einem Berghotel lebt der Dichter Gregor Mittenhofer seinem Künstlertum. Seine Geliebte Elisabeth Zimmer gehört ebenso zu seiner Umgebung wie der Arzt Dr. Reischmann und seine Sekretärin. Als Toni, der Sohn des Arztes, und Elisabeth sich sehen,  verlieben sie sich ineinander. Mittenhofer ist gekränkt und verzichtet auf Elisabeth, lässt sich aber von dem Liebespaar versprechen, ihm bei seinem neuen Werk zu helfen und dafür gemeinsam ein Edelweiß vom Hammerhorn, einem gefährlichen Berg, zu holen.
2. Akt
Elisabeth und Toni geraten beim Aufstieg auf das Hammerhorn in einen Schneesturm und kommen darin um.  Währenddessen arbeitet Mittenhofer an seiner Elegie weiter und antwortet auf die Frage eines Bergführers, ob noch Menschen auf dem Berg seien, mit „Nein“.
3. Akt
Der Dichter liest den Zuhörern sein neues Werk Elegie für junge Liebende vor und wird dafür und auch aus Anlass seines 60. Geburtstages mit Beifall geehrt.